# Sophie Mougard
Sophie Mougard (* 4. Januar 1964) ist eine französische Ingenieurin. Sie ist Chefingenieurin für Brücken- und Straßenbau (ingénieure en chef des ponts et chaussées).
Von 2006 bis 2016 war sie Generaldirektorin des Syndicat des transports d’Île-de-France. Derzeit ist sie Direktorin der Ingenieurhochschule École nationale des ponts et chaussées.

## Leben

### Studium
Sie schloss 1988 ihr Studium an der École nationale des ponts et chaussées mit einem Ingenieurdiplom ab und erwarb einen Master of Business Administration (MBA) beim Collège des ingénieurs.

### Karriere
1989 trat sie in das Ministerium für Ausrüstung ein, wo sie als Verantwortliche für öffentliche Bauten in der Direction départementale de l’Équipement (DDE) des Val-d’Oise tätig war. Von 1993 bis 1997 war sie Leiterin des Büros Infrastrukturen und Haushalt des Landverkehrs im Ministerium für Ausrüstung und Verkehr. Von 1997 bis 2000 arbeitete sie in der Abteilung Gebäude und Ausrüstung bei Aéroports de Paris.
Im März 2000 wurde sie technische Beraterin im Kabinett von Premierminister Lionel Jospin. Sie wurde im Mai 2002 stellvertretende Generaldirektorin dann im September 2004 Generaldirektorin der Dienste des Regionalrats der Île-de-France. Sie übernahm 2006 die Funktion der Generaldirektorin des Syndicat des transports d’Île-de-France (STIF), die sie bis März 2016 innehatte.
2017 wurde sie zur Direktorin der École nationale des ponts et chaussées ernannt.

## Auszeichnungen
Am 9. Dezember 2014 wurde sie zum Mitglied der Académie des technologies gewählt.